# Tyngdepunkt
Tyngdepunktet er det punkt i et  legeme, hvor tyngdekraften ser ud til at virke eller, sagt på en anden måde, hvor tyngdekraften har angrebspunkt. Skønt tyngdekraften virker på hele legemet, vil den for et helt stift legeme nemlig være centreret om ét bestemt punkt, som resten af legemet vil forholde sig til. Simplificerer man et legeme til kun at bestå af dette punkt, men uden at reducere legemets masse, kan man derved beskrive legemets bevægelse i tyngdefeltet udelukkende ud fra dette punkt. Hvis tyngdefeltet er ensformigt, dvs. at tyngdekraften er lige stor overalt, vil tyngdepunktet være lig med massemidtpunktet.

## Placering af tyngdepunkt
Da tyngdepunktet beskriver, hvor tyngdekraften tilsyneladende virker, har dets placering betydning for, om et legeme er i balance. 
Placeres et objekt på en overflade i et tyngdefelt, og er tyngdepunktet placeret skævt i forhold til støtten på objektet, fx bunden af legemet, vil legemet tippe i tyngdekraftens retning. Et objekt med et tyngdepunkt placeret umiddelbart over støtten, vil modsat være i balance eller statisk ligevægt (se de to illustrationer nedenfor). Det samme kan observeres, hvis noget hænges op i en lodret snor; når objektet er i ligevægt, vil en linje fortsat fra snoren gå igennem tyngdepunktet. Hænges det samme objekt op, denne gang i en anden vinkel, vil man ligeledes kunne tegne en linje langs snoren og gennem tyngdepunktet. De to linjers skæringspunkt er da tyngdepunktets præcise placering.
- Tyngepunktet er placeret lige over benene, så stregfiguren er i balance.
- Tyngdepunktet er placeret længere til venstre end benene, så stregfiguren er ved at vælte.